# カブトボーグ
カブトボーグ（英：Kabutoborg）は、タカラトミーが発売している玩具のシリーズ商品。

## 概要
前身企業の株式会社トミーがタカラと合併する直前の2004年に発売。カブトムシやクワガタムシを機械化したようなデザインのおもちゃで、トミー時代からの人気シリーズであるゾイドを昆虫型にしたようなイメージの「ボーグ」同士を「昆虫相撲」で闘わせるのが基本的な遊び方である。発売以来、約95万個の売上を記録している。
タカラトミー発足後の2005年より「Gシリーズ」（「GUシリーズ」「グローアップシリーズ」の表記もあり）となった。各商品にオプションパーツが付属し、アーマー、オプションの組み合わせで様々な組替えを楽しめる。
2006年より「Vシリーズ」となり、昆虫相撲（ステージバトル）のほか綱引き、木登り競争が遊べるようになった。また、従来一種類だったシャーシがカブトシャーシ、クワガタシャーシの2種類になり、アーマーと合わせてよりカスタムの幅が広がった。
2007年よりアニメの放映に合わせ「V×Vシリーズ」がタカラトミーのグループ企業ユーメイトより発売されている。Gシリーズの塗装をアニメ設定に準拠したものに変更し、組み立て式から完成済みフックトイになった。

### バトル昆虫 カブトボーグ
2023年4月下旬より、タカラトミー本体としては17年ぶりに「バトル昆虫 カブトボーグ」の名称で新規商品（KBシリーズ）を発売する。それまで「昆虫相撲」「ムシレス」と様々な呼称が用いられていたボーグ同士の対戦が、アニメ『V×V』からの逆輸入で「ボーグバトル」に統一された。

## 設定
近未来の小学校で昆虫同士を闘わせる相撲が流行する。このバトルのためにサイボーグ化された昆虫が「カブトボーグ」で、カブトボーグ同士の対戦が「ボーグバトル」である。

## カブトボーグの構造
組み立て式で、フライホイールシャーシ、前部アクションヘッド・後部ボディカウルランナーからなるアーマー、タイヤの3種類から構成される。フライホイールシャーシはすべて共通。尾部のチャージングタイヤを押しつけて回すことで動力が蓄えられ、片側3本計6本のタイヤ軸を回転させるとともに、装着したアクションヘッドのツノやアゴを上下させる。装着するアーマーによって昆虫の種類が分かれる。Gシリーズ以降、アーマーに付けられた5mmジョイントに攻撃、バランス、防御のうちひとつの特性を持ったカスタムパーツが追加装着できるようになった。タイヤは計5種類あり、自分の好みのセッティングが可能である。

## 勝敗と技
別売の「バトルステージ」でカブトボーグ同士をぶつからせ、相手をひっくり返すか、先にステージから落とした方が勝ちとなる。代表的な決まり手に、シザーオーバー（浴びせ倒し）、サイドスクリューオーバー（横倒し）、キャリードロップ（運び出し）、パワードロップ（力出し）がある。

## カブトボーグの種類

### 旧シリーズ
単に「カブトボーグ」とされ、後続シリーズと異なりシリーズ名は付かない。
- 01 カブトムシ（ブラック）
- 02 オオクワガタ（ブラック）
- 03 ヘラクレスオオカブト（ブラック）
- 04 カブトムシ（イエロー）
- 05 オオクワガタ（シルバー）
- 06 ヘラクレスオオカブト（グリーン）
- 07 コーカサスオオカブト（レッド）
- 08 ノコギリクワガタ（ブルー）
- 09 ゴホンツノオオカブト（イエロー）
- 10 ギラファノコギリクワガタ（ブラック）
- 11 ネプチューンオオカブト（レッド）

- バトルステージセット
バトルステージとカブトムシ（ブラック）、オオクワガタ（ブラック）の2種のセット。

- DXバトルステージセット
電動で回転する特製のバトルステージとヘラクレスオオカブト（ブラッククリア）、コーカサスオオカブト（ブルークリア）、各種カスタマイズパーツのセット。

- 限定カブトBOX
特別カラーのヘラクレスオオカブト、コーカサスオオカブト、ネプチューンオオカブト、エレファスゾウカブトのいずれか1体が封入されたブラインドボックス形式。2005年正月に限定発売された。

- 限定クワガタBOX
特別カラーのオオクワガタ、ノコギリクワガタ、ギラファノコギリクワガタ、オウゴンオニクワガタのいずれか1体が封入されたブラインドボックス形式。2005年正月に限定発売された。

### G（グローアップ）シリーズ
- G-01 カブトムシ（青）
- G-02 ミヤマクワガタ（緑）
- G-03 ヘラクレスオオカブト（黒）
- G-04 カブトムシ（黒）
- G-05 ミヤマクワガタ（紫）
- G-06 ヘラクレスオオカブト（赤）
- G-07 コーカサスオオカブト
- G-08 タランドゥスツヤクワガタ
- G-09 モーレンカンプオオカブト
- G-10 ギラファノコギリクワガタ
- G-11 ネプチューンオオカブト
- G-12 ブルーマイスターツヤクワガタ
- G-13 サタンオオカブト
- G-14 ゴホンツノオオカブト
- G-15 マンディブラリスツヤクワガタ

- バトルステージ2
バトルステージとエレファスオオカブト、オウゴンオニクワガタの2種のセット。

- キャリングケース
カブトボーグとカスタマイズパーツを収納できるボックスと特別カラーのグランディスオオクワガタのセット。

- フルカスタム・カブトBOX
限定カラーのコーカサスオオカブトと3種のカスタマイズパーツ、このセットオリジナルの整備パーツのセット。

- フルカスタム・クワガタBOX
限定カラーのギラファノコギリクワガタと3種のカスタマイズパーツ、このセットオリジナルの整備パーツのセット。

- 限定カブトBOX2006
特別カラーのボディカウル2個とシャーシ1個が封入されたブラインドボックス。サタンオオカブトとヘラクレスリッキーブルーのAタイプ、コーカサスオオカブトとゴホンツノオオカブトのBタイプの2種類がある。2006年正月に限定発売された。

- 限定クワガタBOX2006
特別カラーのボディカウル2個とシャーシ1個が封入されたブラインドボックス。グランディスオオクワガタとオウゴンオニクワガタのAタイプ、ブルーマイスターツヤクワガタとギラファノコギリクワガタのBタイプの2種類がある。2006年正月に限定発売された。

### Gシリーズ カスタマイズパーツ
- P-01 タイヤセット
- P-02 カブトムシアタックアーマー
- P-03 ミヤマクワガタバランスアーマー
- P-04 ヘラクレスオオカブトディフェンスアーマー
- P-05 コーカサスオオカブトアタックアーマー
- P-06 タランドゥスツヤクワガタバランスアーマー
- P-07 モーレンカンプオオカブトディフェンスアーマー

2006年中にP-08ブルーマイスターツヤクワガタアタックアーマーが発売される予定だったが、Vシリーズ開始のために発売中止になった。

### Vシリーズ
- V-01 ヘラクレスリッキーブルー
- V-02 オウゴンオニクワガタ

- バトルタワーセット
Vシリーズのクライミング（木登り）などの新ルール&競技に対応したバトルステージとカブトムシ、グランディスオオクワガタのセット。

### VxVシリーズ
- VxV-01 ヘラクレスオオカブト（トムキャットレッドビートル）
- VxV-02 ミヤマクワガタ（エレクトリカル・スピードワゴン）

### アメリカ版カブトボーグ
- 01 DIGGOR（カブトムシ・グリーン）
- 02 RAZOR（オオクワガタ・イエロー）
- 03 RHINO（ヘラクレスオオカブト・レッド）
- 04 TRIDAR（コーカサスオオカブト・イエロー）
- 05 SCARAB（ゴホンツノオオカブト・ゴールド）
- 06 MAXXO（ノコギリクワガタ・シルバー）

## ウェブコミック
2004年にトミー公式T'sSPROUTのページでウェブコミックが配信されていた。現在は公開中止。作者は岩本佳浩。

## QRコード
同梱の「おまけカード」に記録されているQRコード（二次元バーコード）を携帯電話で取り込むと、下記サイトで遊ぶことができた（現在は閉鎖）。

## TVアニメ
『人造昆虫カブトボーグ V×V』（ビクトリー バイ ビクトリー）と題して、2006年10月5日から2007年10月11日までBSジャパン（BSデジタル）にて毎週木曜日18:30 - 19:00、同年10月10日よりアニマックス（CS）にて毎週火曜日18:30 - 19:00に放映していた。全52話。
キャラクター、ストーリー、設定など、前述のウェブコミックとは全く関係ない。
2022年3月25日には、放送15周年記念としてブルーレイBOXが発売された。発売元はソニーピクチャーズエンタテインメント。

## 海外展開
2005年、アメリカで旧シリーズの一部が販売された。また、2007年から韓国にてアニメ放映に合わせて商品展開されている。